# Connop Thirlwall
Connop Thirlwall, född den 11 januari 1797 i London, död den 27 juli 1875 i Bath, var en engelsk teolog och 
historiker.
Thirlwall, som var ovanligt brådmogen, började studera latin vid tre och grekiska vid fyra års ålder. Han blev 1814 student vid Cambridge universitet, studerade en tid juridik, men övergick till den prästerliga banan. Thirlwall var några år universitetslärare, blev 1834 kyrkoherde och 1840 biskop av Saint David's, från vilket ämbete han 1874 tog avsked. Som kyrkopolitiker var han frisinnad. Åren 1856–1876 var han president i Royal Society of Literature. Från ungdomen hade klassiska studier varit hans käraste sysselsättning. Han översatte (i förening med Julius Hare) Niebuhrs Römische Geschichte till engelska (1828 ff.) och skrev själv en mycket högt skattad History of Greece (6 band, 1835–1847). Postumt utgavs hans Remains, literary and theological av J.J.S. Perowne (3 band, 1877–1878), Letters, literary and theological av J.J.S. Perowne och Louis Stokes (1881) och Letters to a friend av A.P. Stanley (samma år). Thirlwall ligger begraven i Poets' Corner i Westminster Abbey i samma grav som sin skolkamrat, historikern George Grote.